# Helmut Knauer
Helmut Knauer (* 1. Juni 1924 in Coburg; † 11. Februar 2010 in Würzburg) war ein bayerischer Kommunalpolitiker (SPD).

## Werdegang
Nach dem Besuch der Oberrealschule wurde er zum Kriegsdienst in die Wehrmacht eingezogen. Nach Kriegsende trat er im Oktober 1945 beim Landratsamt Coburg in den Staatsdienst ein. Anfänglich wurde er mit der Kreiskasse und der Steuerstelle der Gemeinden betraut, 1952 wurde er zum Kreiskämmerer ernannt. Neben seinem Beruf absolvierte er ein Fernstudium. 1970 folgte die Beförderung zum Oberamtsrat. 
Als Nachfolger von Klaus Groebe übernahm er am 1. Juli 1972 das Amt des Landrats im Landkreis Coburg und wurde bei den folgenden zwei Kommunalwahlen bestätigt. In seiner Amtszeit wurde das Landkrankenhaus Coburg modernisiert und erweitert sowie die Realschule Coburg II neu errichtet.
Eine Ehrung mit dem Bundesverdienstkreuz lehnte er 1984 mit der Begründung ab, das ihm von der Bevölkerung entgegenbrachte Vertrauen sei ihm Dank und Anerkennung genug.
Zur Kommunalwahl im Frühjahr 1990 trat er nach Erreichen der Altersgrenze nicht mehr an. Nach seinem Ausscheiden aus dem Amt zum 30. Juni 1990 brachte er im benachbarten Thüringen sein Fachwissen beim Aufbau der kommunalen Selbstverwaltung in den Landratsämtern ein.
Den Lebensabend verbrachte Knauer in der Seniorenwohnanlage am Hubland in Würzburg.